# Clovia leopoldi
Clovia leopoldi är en insektsart som beskrevs av Victor Lallemand 1931. Clovia leopoldi ingår i släktet Clovia och familjen spottstritar. Inga underarter finns listade i Catalogue of Life.